# مقاطعة سوقولوق
مقاطعة سوقولوق ((بالقيرغيزية: Сокулук району)‏; (بالروسية: Сокулукский район)‏)، هي عبارة عن رايون (مقاطعة) من إقليم تشوي أوبلاستي في شمالي قيرغيزستان.
تبلغ مساحتها (2550) كيلومتر مربع (980 ميل مربع)، وبلغ عدد سكانها سكانها المقيمين حوالي (159,231) نسمة في عام 2009. تقع عاصمتها في قرية سوقولوق.

## المجتمعات والقرى الريفية
في المجمل، تشمل مقاطعة سوقولوق بلدة واحدة و68 مستوطنة في 19 مجتمعاً ريفياً (أييل أكموتوس). ويشمل كل مجتمع ريفي قرية واحدة أو عدة قرى. وفيما يلي المجتمعات والمستوطنات الريفية في مقاطعة سوقولوق:
1. بلدة شوبوكوف
2. أت باشي أييل أوكموتو (4: مركز - قرية: ماناس؛ وكذلك القرى أك جول، ليسنوي وتور- فول)
3. توش بولاك أييل أوكموتو (3: مركز - قرية: توش بولاك وأيضا القرى بورولو وشيتيندي)
4. فوينو- أنتونوفكا أييل أوكموتو (1: مركز- القرية: فوينو-أنتونوفكا)
5. غافريلوفكا أييل أوكموتو (4: مركز - قرية: غافريلوفكا؛ وكذلك قرى جيلاميش ورومانوفكا وشالتا)
6. جانغي - جير أييل أوكموتو (5: مركز - قرية: جانغي-جير؛ وكذلك قرى فيرخنيفوستوشنوي، وزبادنوي، وزيلينوي، ونيفوستوشنوي)
7. جانغي - باختا أييل أوكموتو (5: مركز - القرية: جاني-باختا؛ وكذلك القرى أك-كاشات، وزاريا، مايسكوي وميرني)
8. كاميشانوفكا أييل أوكموتو (1: مركز - قرية: كاميشانوفكا)
9. أسيلباش أييل أوكموتو (2: مركز - قرية: أسيلباش؛ وكذلك قرية كيروفسكوي)
10. كونتو أييل أوكموتو (5: مركز - قرية: كونتو؛ وكذلك قرى دوستوك ومالايا شالتا وشتلا وتشونغ جار)
11. إيميني كروبسكوي أييل أوكموتو (4: مركز - قرية: سوكولوك؛ وكذلك قرى جاكينكي آرال، شيتكي آرال وبيرفوي مايا)
12. كيزيل- تو أييل أوكموتو (5: مركز - قرية: كيزيل-تو؛ وكذلك قرى كارا-ساكال، مالوفودونوي، نوفو وتوكباي)
13. نيزنتشويسكو أييل أوكموتو (6: مركز - قرية: نيزنيتشويسكوي؛ وكذلك قرى ميرنوي، سادوفوي، سيفيرنوي، ستيبنوي وتالتاك)
14. نوفوبافلوفكا أييل أوكموتو (2: مركز - قرية: نوفوبافلوفكا؛ وكذلك قرية أوشكون)
15. ساز أييل أوكموتو (2: مركز - قرية: ساز، وأيضا قرية كونوش)
16. أوروك أييل أوكموتو (8: مركز - قرية: جال؛ وكذلك قرى فيرخني أوروك، وككلتر، وكاشكا-باش، ونيجنيي أوروك، وبلودوفوي، وساربان، وسيلكتسيونوي)
17. بيرفومايسكو أييل أوكموتو (3: مركز - قرية: بيرفومايسكوي؛ وكذلك قرى ناتسيونالنوي وإيميني بانفيلوفا)
18. سوكولوك أييل أوكموتو (1: مركز - قرية سوكولوك)
19. فرونزي أيلأييل أوكموتو (4: مركز - قرية: إيميني فرونزي، وكذلك قرى كومسومولسكوي، أوزرنوي وستودنشيسكوي)
20. إيميني كينازياروفوي أيلأييل أوكموتو (3: مركز - قرية: تشات-كول؛ وكذلك قريتا بيليك وتوز)